# 温室气体

溫室氣體會留住來自太陽的熱量，其中三種最重要的是二氧化碳、水蒸氣與甲烷。

各種溫室氣體與其他會影響氣候變化的因素（如氣膠），及影響程度。

溫室氣體（英語：Greenhouse gas）是在如地球般的行星大氣層中的氣體，有提高行星表面溫度的作用。這類氣體與其他氣體不同之處在於其會吸收行星本身發出的電磁波譜，而產生溫室效應。地球被陽光加熱，導致表面產生輻射能，然後大部分被溫室氣體吸收。如果大氣中沒溫室氣體，地表的平均溫度將會成為約-18°C (0°F)，而非目前的平均15°C (59°F)。
地球大氣中最豐富的溫室氣體（以平均莫耳分率，由大到小排序）分別為：水蒸氣(H
2O)、二氧化碳(CO
2)、甲烷(CH
4)、一氧化二氮(N
2O)、臭氧 (O
3)、氯氟碳化合物（CFC和HCFC）、氫氟碳化合物（HFC）、碳氟化合物（CF
4、C
2F
6等）、 六氟化硫（SF
6）和三氟化氮（NF
3）。水蒸氣是一種強效溫室氣體，但其濃度並非由人類直接造成，它不是導致氣候變化的主要驅動因素，反而是一種氣候變化反饋。而全球暖化約有四分之三是由二氧化碳所造成，且其可能需要數千年的時間才能被碳循環完全吸收。剩餘的暖化作用大部分是由甲烷造成，這種氣體在大氣中的平均存在時間為12年。
自第一次工業革命起（大約於1750年）以來的人類活動已導致大氣中的甲烷濃度增加150%以上，二氧化碳濃度增加50%以上，是過去300多萬年以來前所未見的水平。人類排放的二氧化碳絕大多數來自燃燒化石燃料（主要是煤炭、石油和天然氣），其他的來源有水泥製造、肥料生產以及如森林砍伐等土地利用變化。:687甲烷的排放源有農業、化石燃料生產、廢棄物及其他來源。
根據非營利組織Berkeley Earth提供的數據，由於溫室氣體排放，自前工業化時期（1850至1899年）開始迄今，全球平均地表氣溫已上升超過1.2°C (2.2°F)。如果目前的排放率持續，到2040年至2070年之間的某個時候，地表氣溫上升將會超過2.0°C (3.6°F)，這是IPCC所提及的"危險"水準。

## 特性

大氣層對不同波長的電磁輻射會產生吸收和散射的作用。二氧化碳最大的吸收帶正好位於地面紅外線波段的高峰附近，且會部分阻擋住水的溫度透明窗口，這就是二氧化碳被稱為温室氣體的主因。

溫室氣體具有紅外線活性，表示其可吸收和發射與地球表面、雲層和大氣所發射相同長波段範圍內的紅外線輻射。:2233
地球上99%的乾燥大氣（不包含水蒸氣）是由氮(N
2) (78%）和氧(O
2) (21%)組成。由於這兩種氣體的分子是雙原子分子，其中電荷分佈不存在不對稱性，因此幾乎完全不受紅外線熱輻射的影響，碰撞誘導吸收和發射中的吸收效果非常小。另外0.9%的大氣成分為氬 (Ar) ，它是單原子氣體，完全不會吸收熱輻射。另一方面，二氧化碳（大氣中佔比0.04%）、甲烷、一氧化二氮，甚至含量較少的微量氣體佔地球大氣的比例不到0.1%，但由於它們的分子含有不同元素的原子，因此電荷分佈呈不對稱性，會有分子振動與電磁輻射相互作用，讓它們具有紅外線活性，因而有導致溫室效應的作用。

### 輻射強迫

主要溫室氣體的地球長波輻射長波紅外吸收係數。水蒸氣在寬廣的波長範圍内吸收輻射。地球在二氧化碳15微米吸收帶附近會特别强烈釋放熱輻射。水蒸氣的相對重要性隨著海拔上升而降低。

地球吸收一些從太陽而來的輻射能，將其中一些以光的形式反射，並將其餘的以熱輻射的形式反射或輻射回太空。行星的表面溫度取決於輸入和輸出能量之間的平衡。當地球能量收支發生變化時，表面會變暖或是變冷，導致地球氣候發生各種變化。輻射強迫是一種以瓦/平方米為單位計算的指標，表徵影響氣候因素外部變化的影響。它的計算方式是由這種外部變化立即引起的大氣層頂部 (top-of-atmosphere，TOA) 能量平衡的差異。所謂正向強迫（例如溫室氣體濃度增加）表示到達大氣層頂部的能量多於離開的，而會累積額外的熱量，而負向強迫（例如二氧化硫在大氣中形成的硫酸鹽氣膠）會導致冷卻效應。:2245
在低層大氣中，溫室氣體與地表進行熱輻射交換，並限制輻射熱流離開地表，而將向上輻射傳熱的總體速率降低。:139溫室氣體濃度增加後也會將上層大氣溫度降低，因為上層大氣中的溫室氣體比下層為薄，溫室氣體重新散發的任何熱量更有可能傳播到更遠的太空，而不會與上層中較少的溫室氣體分子相互作用。結果是高層大氣層的範圍正在縮小。

### 全球暖化潛勢與二氧化碳當量
本節摘自全球暖化潛勢。

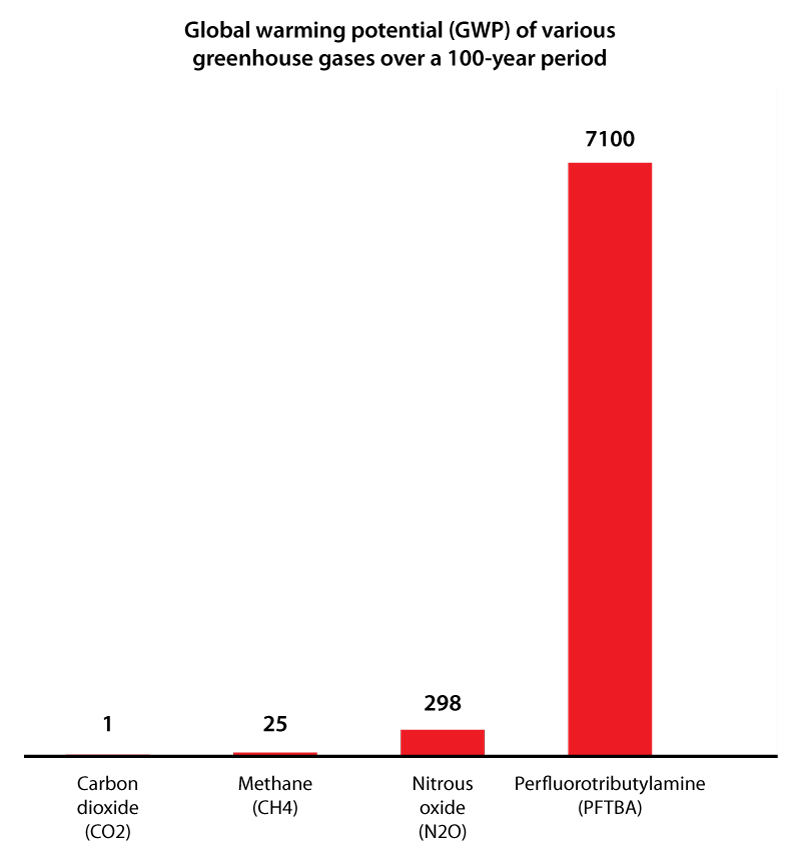
三種溫室氣體（全氟三丁胺、一氧化二氮、甲烷）與二氧化碳的GWP比較（期間100年），二氧化碳作為基準，GWP值為1。

全球暖化潛勢（GWP）是衡量溫室氣體進入大氣層後在給定時間範圍內吸收多少紅外線熱輻射的指數。 GWP讓不同的溫室氣體在"造成輻射強迫的有效性"方面具有可比性。（p. 2232）它以相同質量的二氧化碳（作為參考氣體）能吸收輻射的倍數表示。因此GWP是以二氧化碳作為基準。而對於其他溫室氣體，則取決於其吸收紅外線熱輻射的強度、氣體離開大氣的速度以及所需的時間。
例如甲烷於20年內的GWP (GWP-20) 為81.2，表示洩漏一噸甲烷相當於在20年內排放81.2噸二氧化碳。由於甲烷在大氣中的壽命比二氧化碳短得多，因此在較長時間內其GWP會低得多，GWP-100（100年）為27.9，GWP-500（500年）為7.95。（p. 7SM-24）
二氧化碳當量（以CO2e、CO2eq或CO2-e表達）可根據GWP計算。二氧化碳當量成為測量不同氣體對氣候影響的通用尺度。它的計算方式為用GWP乘以其他氣體的質量而得。

## 特定氣體在溫室效應的作用

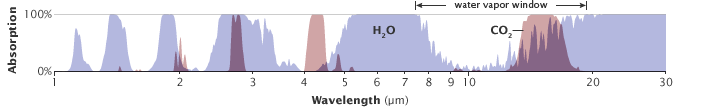
大氣中溫室氣體只會吸收某種波長的能量，圖中水蒸氣的吸收（藍色部分）和二氧化碳的吸收（粉紅部分），兩者有部分重疊。

### 整體溫室效應
下表顯示發揮最大作用的溫室氣體。如果沒這些氣體，地球表面的平均溫度將會成為約-18°C (0°F)，而非當前的15°C (59°F) 左右。並指出對流層臭氧 - 在平流層中的臭氧具有冷卻作用，但在對流層的臭氧，卻與一氧化二氮和氯氟碳化合物具有相同的暖化作用。
| | K&T研究報告 (1997年) | K&T研究報告 (1997年) | Schmidt研究報告(2010年) | Schmidt研究報告(2010年) |
| 溫室氣體 | 晴空                 | 有雲                 | 晴空                    | 有雲                    |
| --- | -------------------- | -------------------- | ----------------------- | ----------------------- |
| 水蒸氣 | 60                   | 41                   | 67                      | 50                      |
| 雲 |                      | 31                   |                         | 25                      |
| 二氧化碳 | 26                   | 18                   | 24                      | 19                      |
| 對流層臭氧 | 8                    |                      |                         |                         |
| 二氧化氮+甲烷 | 6                    |                      |                         |                         |
| 其他 |                      | 9                    | 9                       | 7                       |
| K&T研究報告 (1997年) 採二氧化碳濃度353ppm，並計算出125瓦/平方米的總晴空溫室效應。 Schmidt研究報告 (2010年)採1980年氣候模型，二氧化碳濃度339ppm，及總溫室效應155瓦/平方米，並將吸收體的時空分佈列入考慮。 |                      |                      |                         |                         |

### 溫室氣體濃度與其他特性

會產生變暖效應的溫室氣體在40年之內的排放速率幾乎增加一倍。

人類行為導致自然溫室效應發生變化，此現象有時被稱為"增強式溫室效應"。:2223每種氣體的增強溫室效應程度取決於此氣體的特性、豐度以及它能產生的間接影響。例如某種質量的甲烷在20年的時間範圍內所產生的直接輻射效應比相同質量的二氧化碳強約84倍。自1980年代起，溫室氣體強迫產生的影響（相對於1750年）也因使用IPCC推薦的大氣輻射傳輸模型而獲得高精度的估計。
溫室氣體的濃度通常以體積百萬分之一 (ppm) 或十億分之一 (ppb) 為單位測量。 二氧化碳濃度為420ppm表示每百萬個空氣分子中有420個是二氧化碳分子。從第一次工業革命開始到1958年約200年期間，二氧化碳濃度首次增加30ppm。然而接下來所增加的90ppm是在56年內完成（從1958年到2014年）。而在2000年代的增長率僅及2000年至2007年間的37%，速度之快為前所未見。
許多觀測結果可在各種大氣化學觀測資料庫在線上取得。以下是IPCC確定的最具影響力的長壽命、充分混合的溫室氣體，及其於對流層中濃度和直接輻射強迫能力。大氣科學家定期從世界各地收集的樣本中測量這些微量氣體的豐度。但不包括 1.水蒸氣，因為其濃度變化被推算為由其他溫室氣體以及臭氧的變化，而間接引起的氣候變化反饋、2. 臭氧的濃度僅由導致臭氧消耗的各種製冷劑間接改變、3. 一些短壽命氣體（例如一氧化碳、氮氧化物）和氣膠（例如礦物粉塵或黑碳）因為作用有限，且變化較大，4.還有小批量生產的製冷劑和其他鹵化氣體，:731-738 以及列於2021年IPCC第一工作組報告附件三的氣體。:4-9
| 氣體種類                                | 於大氣中壽命（年） :731 | 100年 GWP :731 | 莫耳分率 [百萬分比，除非另有說明）]a + 輻射強迫 [瓦特/平方米] [B] | 莫耳分率 [百萬分比，除非另有說明）]a + 輻射強迫 [瓦特/平方米] [B] | 莫耳分率 [百萬分比，除非另有說明）]a + 輻射強迫 [瓦特/平方米] [B] | 莫耳分率 [百萬分比，除非另有說明）]a + 輻射強迫 [瓦特/平方米] [B] | 莫耳分率 [百萬分比，除非另有說明）]a + 輻射強迫 [瓦特/平方米] [B] | Data 2020                     |
| 氣體種類                                | 於大氣中壽命（年） :731 | 100年 GWP :731 | 基準年 1750年                                                     | TAR 1998年                                                        | AR4 2005年                                                        | AR5:678 2011年                                                    | AR6:4-9 2019年                                                    | Data 2020                     |
| --------------------------------------- | ----------------------- | -------------- | ----------------------------------------------------------------- | ----------------------------------------------------------------- | ----------------------------------------------------------------- | ----------------------------------------------------------------- | ----------------------------------------------------------------- | ----------------------------- |
| 二氧化碳 [ppm]                          | [A]                     | 1              | 278                                                               | 365 (1.46)                                                        | 379 (1.66)                                                        | 391 (1.82)                                                        | 410 (2.16)                                                        |                               |
| 甲烷 [十億分比，ppb]                    | 12.4                    | 28             | 700                                                               | 1,745 (0.48)                                                      | 1,774 (0.48)                                                      | 1,801 (0.48)                                                      | 1866 (0.54)                                                       |                               |
| 一氧化二氮 [ppb]                        | 121                     | 265            | 270                                                               | 314 (0.15)                                                        | 319 (0.16)                                                        | 324 (0.17)                                                        | 332 (0.21)                                                        |                               |
| 一氟三氯甲烷（氟利昂-11）               | 45                      | 4,660          | 0                                                                 | 268 (0.07)                                                        | 251 (0.063)                                                       | 238 (0.062)                                                       | 226 (0.066)                                                       |                               |
| 二氟二氯甲烷（氟利昂-12）               | 100                     | 10,200         | 0                                                                 | 533 (0.17)                                                        | 538 (0.17)                                                        | 528 (0.17)                                                        | 503 (0.18)                                                        |                               |
| 三氟氯甲烷（氟利昂-13）                 | 640                     | 13,900         | 0                                                                 | 4 (0.001)                                                         | -                                                                 | 2.7 (0.0007)                                                      | 3.28 (0.0009)                                                     | cfc13 （页面存档备份，存于）  |
| 1,2,2-三氟-1,1,2-三氯乙烷（氟利昂-113） | 85                      | 6,490          | 0                                                                 | 84 (0.03)                                                         | 79 (0.024)                                                        | 74 (0.022)                                                        | 70 (0.021)                                                        |                               |
| 1,1,2,2-四氟-1,2-二氯乙烷（氟利昂-114） | 190                     | 7,710          | 0                                                                 | 15 (0.005)                                                        | -                                                                 | -                                                                 | 16 (0.005)                                                        | cfc114 （页面存档备份，存于） |
| 一氯五氟乙烷（氟利昂-115）              | 1,020                   | 5,860          | 0                                                                 | 7 (0.001)                                                         | -                                                                 | 8.37 (0.0017)                                                     | 8.67 (0.0021)                                                     | cfc115 （页面存档备份，存于） |
| 二氟一氯甲烷（氟利昂-22）               | 11.9                    | 5,280          | 0                                                                 | 132 (0.03)                                                        | 169 (0.033)                                                       | 213 (0.0447)                                                      | 247 (0.0528)                                                      |                               |
| 1,1-二氯-1-氟乙烷（HCFC-141b）          | 9.2                     | 2,550          | 0                                                                 | 10 (0.001)                                                        | 18 (0.0025)                                                       | 21.4 (0.0034)                                                     | 24.4 (0.0039)                                                     |                               |
| 1-氯-1,1-二氟乙烷（HCFC-142b）          | 17.2                    | 5,020          | 0                                                                 | 11 (0.002)                                                        | 15 (0.0031)                                                       | 21.2 (0.0040)                                                     | 22.3 (0.0043)                                                     |                               |
| 1,1,1-三氯乙烷（1,1,1-Trichloroethane） | 5                       | 160            | 0                                                                 | 69 (0.004)                                                        | 19 (0.0011)                                                       | 6.32 (0.0004)                                                     | 1.6 (0.0001)                                                      |                               |
| 四氯化碳（Carbon tetrachloride）        | 26                      | 1,730          | 0                                                                 | 102 (0.01)                                                        | 93 (0.012)                                                        | 85.8 (0.0146)                                                     | 78 (0.0129)                                                       |                               |
| 氟仿（HFC-23）                          | 222                     | 12,400         | 0                                                                 | 14 (0.002)                                                        | 18 (0.0033)                                                       | 24 (0.0043)                                                       | 32.4 (0.0062)                                                     |                               |
| 二氟甲烷（HFC-32）                      | 5.2                     | 677            | 0                                                                 | -                                                                 | -                                                                 | 4.92 (0.0005)                                                     | 20 (0.0022)                                                       |                               |
| 五氟乙烷（HFC-125）                     | 28.2                    | 3,170          | 0                                                                 | -                                                                 | 3.7 (0.0009)                                                      | 9.58 (0.0022)                                                     | 29.4 (0.0069)                                                     |                               |
| 1,1,1,2-四氟乙烷（R-134a）              | 13.4                    | 1,300          | 0                                                                 | 7.5 (0.001)                                                       | 35 (0.0055)                                                       | 62.7 (0.0100)                                                     | 107.6 (0.018)                                                     |                               |
| 1,1,1-三氟乙烷（R-143a）                | 47.1                    | 4,800          | 0                                                                 | -                                                                 | -                                                                 | 12.0 (0.0019)                                                     | 24 (0.0040)                                                       |                               |
| 1,1-二氟乙烷（R-152a ）                 | 1.5                     | 138            | 0                                                                 | 0.5 (0.0000)                                                      | 3.9 (0.0004)                                                      | 6.4 (0.0006)                                                      | 7.1 (0.0007)                                                      |                               |
| 四氟化碳 (Freon-14，R 14)               | 50,000                  | 6,630          | 40                                                                | 80 (0.003)                                                        | 74 (0.0034)                                                       | 79 (0.0040)                                                       | 85.5 (0.0051)                                                     |                               |
| 六氟乙烷 (PFC-116)                      | 10,000                  | 11,100         | 0                                                                 | 3 (0.001)                                                         | 2.9 (0.0008)                                                      | 4.16 (0.0010)                                                     | 4.85 (0.0013)                                                     |                               |
| 六氟化硫（SF6）                         | 3,200                   | 23,500         | 0                                                                 | 4.2 (0.002)                                                       | 5.6 (0.0029)                                                      | 7.28 (0.0041)                                                     | 9.95 (0.0056)                                                     |                               |
| 硫醯氟（SO2F2）                         | 36                      | 4,090          | 0                                                                 | -                                                                 | -                                                                 | 1.71 (0.0003)                                                     | 2.5 (0.0005)                                                      |                               |
| 三氟化氮（NF3）                         | 500                     | 16,100         | 0                                                                 | -                                                                 | -                                                                 | 0.9 (0.0002)                                                      | 2.05 (0.0004)                                                     |                               |

a莫耳分率：μmol/mol = ppm = 百萬分之一 (106)、nmol/mol = ppb = 十億分之一 (109)、pmol/mol = ppt = 兆分之一 (1012)。
A IPCC表示對二氧化碳而言，"無法給予單一的大氣壽命數字"。:731主要是由於人類在化石碳的開採和燃燒對地球碳循環造成極快速增長以及累積的擾動。根據AR5評估中引用耦合氣候模式比對專案（CMIP）的模擬，截至2014年，化石二氧化碳排放量在現有大氣濃度之上，理論上有10至100吉噸碳的增量，預計有50%將在不到一個世紀的時間內會被陸地植被和海洋的碳庫清除。預計很大部分（20-35%）將在大氣中保留幾個世紀到幾千年，其持久性分率會隨著增率而增加。
B 表中數值是相對於1750年的。AR6報告中的有效輻射強迫，包括大氣和地表快速調整的影響。

### 影響濃度的因素
此類氣體於大氣中的濃度由"源"（人類活動和自然系統的氣體排放）和"匯"（通過轉化為不同的化合物或被水體吸收）之間的平衡決定。:512

#### 大氣中分率
在指定時間後殘留在大氣中的排放物的比例是"大氣中分率（AF）"。年度大氣中分率是某一年大氣增加量與當年總排放量的比率。
截至2006年，二氧化碳的年大氣中分率約為0.45。於1959年至2006年期間，每年的分率增加速度為0.25 ± 0.21%。

#### 大氣壽命

根據全球碳計劃2020年的資料，全球二氧化碳排放中的大部分均被如植物、土壤與海洋的碳匯所吸收。

除水蒸氣的大氣壽命約為九天之外，其他主要溫室氣體均混合良好，需要很多年才能離開大氣。雖然要準確了解溫室氣體離開大氣層的時間並不容易，但科學界對主要溫室氣體的大氣壽命有做一些估計。 研究人員Jacob (1999年)報告中提出的定義：大氣化學物質X在單箱氣候模型中的壽命{\displaystyle \tau }，即X分子在箱中停留的平均時間。從數學上講，{\displaystyle \tau }可定義為箱中X的質量{\displaystyle m}（以公斤為單位）與其去除率之比，去除率是流出箱的X流量({\displaystyle F_{\text{out}}}）、X的化學損失({\displaystyle L})以及X的析出({\displaystyle D})（均以公斤/秒（kg/s）為單位）的總和:
{\displaystyle \tau ={\frac {m}{F_{\text{out}}+L+D}}}.
如果氣體停止輸入箱中，經過{\displaystyle \tau }的時間後，箱中的濃度會降低約63%。
因此估計氣體於大氣中的壽命，是衡量其在大氣中的濃度突然增加或減少後恢復平衡所需的時間。單一原子或分子可能會流失或是沉降到土壤、海洋和其他水域，或是植被和其他生物系統之中，而將過量的濃度降低到與背景濃度相同。實現這一目標所需的平均時間就是平均壽命。
二氧化碳的大氣壽命具有變動性，無法精確計算。:2237類似的問題也適用於其他溫室氣體，其中許多氣體的平均壽命比二氧化碳更長，例如二氧化氮的平均大氣壽命為121年。

#### 水蒸氣
水蒸氣濃度因地區而波動，但人類活動不會直接影響其濃度，但有局部範圍（例如受灌溉田地的附近）會有例外。當全球氣溫因人類活動升高，會增加水蒸氣濃度，根據克勞修斯-克拉佩龍方程，每單位體積會因溫度升高而將有更多的水蒸氣。此過程稱為水蒸氣反饋。大氣中的蒸氣濃度變化很大，很大程度上取決於氣溫，從極冷地區的不到0.01%到氣溫在32°C左右地區飽和空氣中的3%（按質量計）。

## 來源

### 自然來源
大多數溫室氣體都有自然來源及人為來源。有個例外是純由人類造出的合成鹵化碳，此物質無天然來源。在前工業化全新世期間，當時大氣中不同氣體的濃度大致恆定（大型自然的源和匯之間約略維持平衡）。在工業化時代開始後，人類透過燃燒化石燃料和砍伐森林的活動將溫室氣體大量排放進入大氣。:115

### 人類活動產生的溫室氣體排放

根據IPCC於2019年發佈的資料，將所有二氧化碳的直接與間接排放列入考慮，其中工業是最大的排放部門。

本節摘自Overview of main sources
主要的人為溫室氣體是二氧化碳 、一氧化二氮 、甲烷、三組氟化氣體（六氟化硫（SF6)、氫氟碳化合物（HFC）和碳氟化合物（PFC）。雖然溫室效應在很大程度上是由水蒸氣所驅動，但人類排放的水蒸氣並不是導致暖化的重要因素。
雖然氯氟碳化合物（CFC）是溫室氣體，但受到《蒙特婁議定書》的監管，簽訂議定書的動機是因CFC會導致臭氧層消耗，而非導致全球暖化。臭氧層消耗對暖化的影響很小，但有時媒體會將此兩種過程混為一談。 來自170多個國家的代表於2016年在聯合國環境署高峰會上達成一項具有法律約束力的協議 - 在《蒙特婁議定書》的基加利修正案中議定要逐步淘汰HFC。 由於CFC-12有消耗臭氧層的特性，已被淘汰（除某些必要用途外）。活性較低的鹵烷也將於2030年完成淘汰。

## 監測
溫室氣體監測涉及直接測量溫室氣體排放及數量。有幾種不同方法可用來測量大氣中二氧化碳濃度，包括紅外線分析法和測壓法。甲烷和一氧化二氮則用其他儀器測量。從太空測量二氧化碳的方法，例如透過[[美國國家航空暨太空總署|NASA}}的軌道碳觀測站，以及衛星地面站網絡（例如歐洲的綜合碳觀測系統）。
年度溫室氣體指數 (Annual Greenhouse Gas Index，AGGI) 由美國國家海洋暨大氣總署（NOAA） 的大氣科學家定義為"在有足夠的全球測量數據的任何年份，由於長期存在且充分混合的溫室氣體而產生的總直接輻射強迫與1990年基期的比率"。這些輻射強迫水平是相對於1750年的水平（即第一次工業革命開始之前）而言。選擇1990年是因為它是《京都議定書》的基準年，也是第一個IPCC氣候變化評估報告發佈的年度。
NOAA就此表示，AGGI"衡量出（全球）社會為應對氣候變化所實現的既有承諾。它基於來自世界各地最高品質的大氣觀測數據，具具甚低的誤差。"

### 資料網絡
本節摘自地球大氣中的二氧化碳#資料網路。
有多個地表測量（包括使用容器和連續的原位測量點）的網絡，包括NOAA/地球系統研究實驗室（NOAA/ESRL）、世界溫室氣體資料中心（WDCGG）、和法國的RAMCES。NOAA/ESRL的基線觀測站網絡和加利福尼亞大學聖地牙哥分校的斯克里普斯海洋研究所網絡資料由橡樹嶺國家實驗室（ORNL）的二氧化碳資料分析中心（CDIAC）管理。世界溫室氣體資料中心隸屬於全球大氣觀察（GAW，由世界氣象組織設立），資料由氣象廳 (日本)（JMA）管理。 法國大氣溫室氣體觀測網 (Réseau Atmospherique de Mesure des Composes à Effet de Serre，RAMCES， RAMCES) 隸屬於研究氣候科學的皮耶爾·西蒙·拉普拉斯研究所 （IPSL）。

## 從大氣中移除溫室氣體

### 自然過程
二氧化碳主要經光合作用由大氣中移除後，進入陸地和海洋的生物圈。二氧化碳也會直接從大氣溶解進入水體（海洋、湖泊等）中，以及當降水時被穿過大氣的水滴所吸附。當二氧化碳溶解在水中時，會與水分子反應並形成碳酸，導致海洋酸化。然後它可經風化被岩石吸收。它也可經酸化，將接觸到物體表面腐蝕，並被攜帶進入海洋。
本節摘自大氣碳循環。
大氣碳循環涉及地球大氣、海洋和陸地生物圈之間氣態碳化合物（主要是二氧化碳）的交換。它是地球整體碳循環中速度最快的部分之一，每年有超過2,000億噸碳進出大氣層。只有當這交換之間存在平衡時，大氣中二氧化碳的濃度才能在較長的時間內保持穩定。大氣中甲烷、一氧化碳和其他人造化合物的濃度較小，也是大氣碳循環的一部分。

### 負排放
有幾種技術可將大氣中的溫室氣體移除。受到最廣泛研究的是那些去除二氧化碳的方法，或是將其注入地質構造（例如通過生物能源與碳捕獲和儲存以及直接空氣捕獲法），或是於土壤中儲存（如以生物炭形式）。許多長期氣候情景模型模擬的結果是人類需做大規模的人為負排放措施以避免嚴重的氣候變化。大氣甲烷的負排放方法也正受到研究，稱為大氣甲烷移除。

## 於地質時間尺度

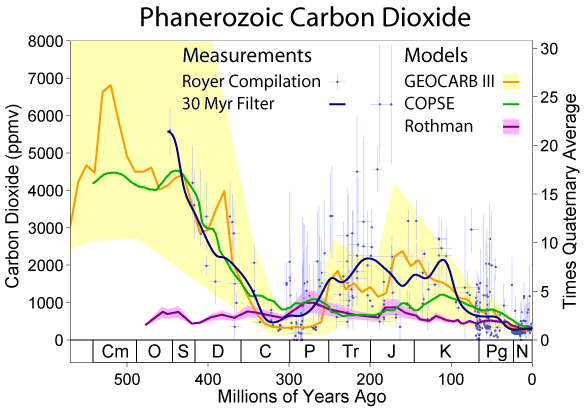
地球於過去5億年的大氣中二氧化碳濃度。

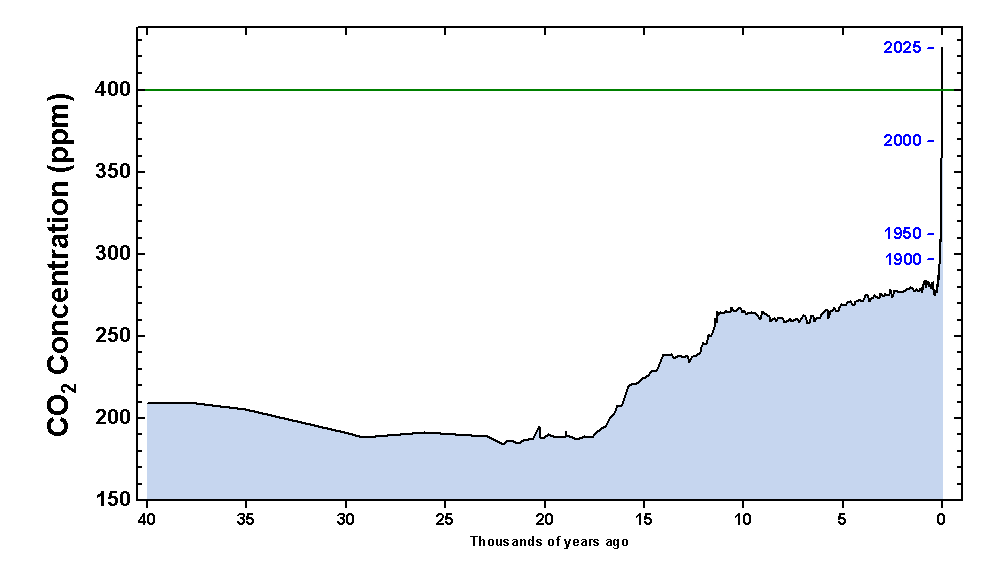
自末次盛冰期（約4萬年前）冰河退縮起迄今的大氣中二氧化碳濃度，目前的濃度為此段期間中最高的。

本節摘自地球大氣中的二氧化碳#過往地質時期的濃度。
據信二氧化碳於地球47億年歷史中曾在調節地球溫度方面發揮過重要作用。科學家發現在地球誕生的早期有液態水的證據，顯示當時存在一個溫暖的世界，而當時太陽輸出的能量被認為只有今天的70%。早期地球大氣中較高的二氧化碳濃度可能有助於解釋這種年輕太陽黯淡悖論。當地球最初形成時，大氣層中可能含有更多的溫室氣體，二氧化碳濃度可能更高，估計分壓高達1,000千帕(1,000帕斯卡，即10bar)，因為那時並無細菌進行光合作用將氣體還原為碳化合物和氧氣。甲烷是一種非常活躍的溫室氣體，當時也可能更為普遍。
地球的二氧化碳濃度呈現數個變化週期，從全新世和更新世深度冰期的約180ppm到間冰期的280ppm。在地球45.4億年的歷史中，二氧化碳濃度有很大的變化。據信二氧化碳在地球形成後不久就存在於地球的第一個大氣層中。第二個大氣層主要由氮氣和二氧化碳組成，是火山爆發的結果，並在巨大小行星對地球的後期重轟炸期間產生更多的氣體。這類二氧化碳排放中的大部分很快就溶解在水中，之後融入碳酸鹽沉積物中。

## 歷史

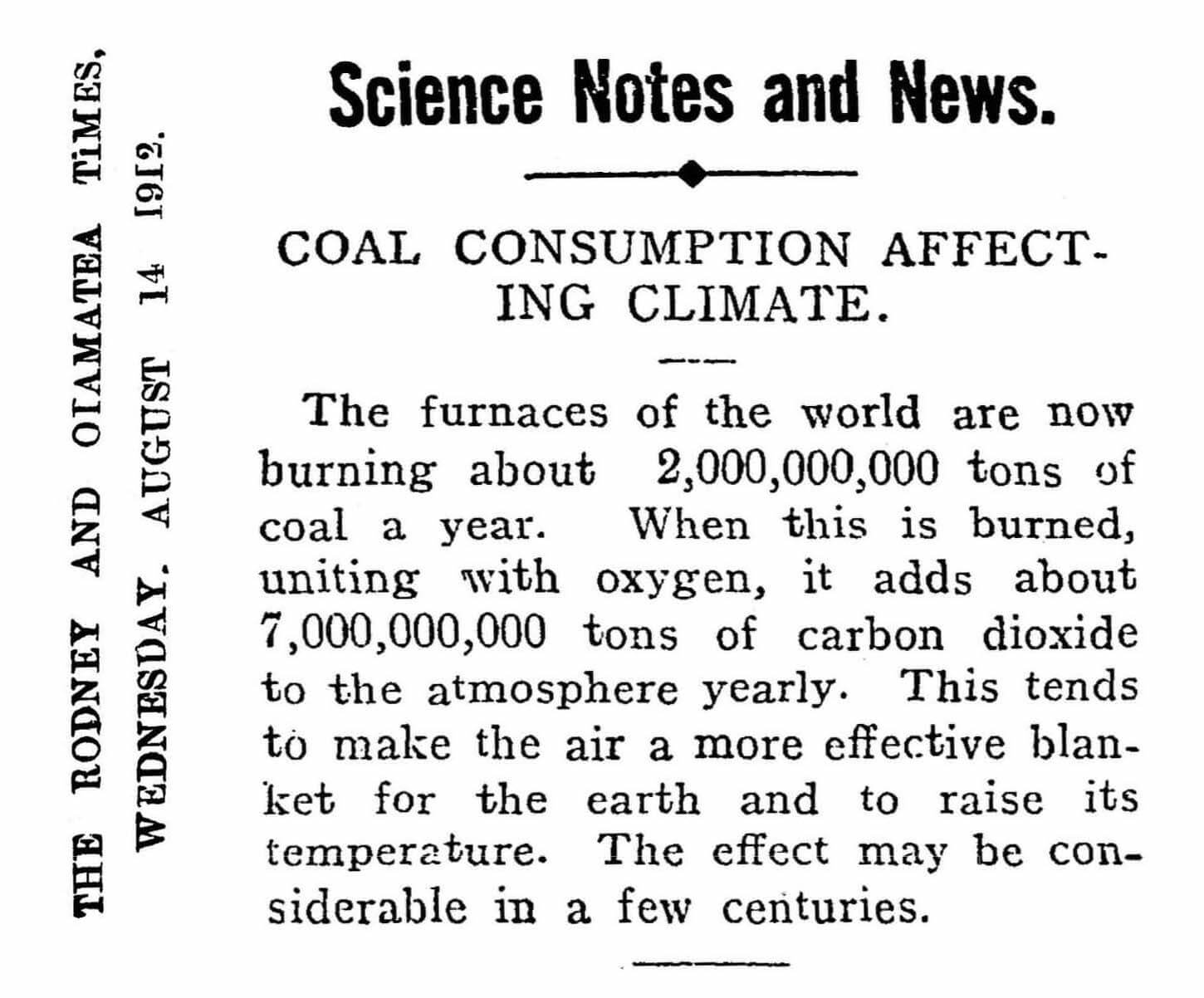
此發表於1912年的報導清楚描述燃燒煤炭會導致氣候變化。

科學家於19世紀末透過實驗發現{\displaystyle {\ce {N2}}}及{\displaystyle {\ce {O2}}}不吸收紅外線輻射（當時稱為"暗輻射"），而水（無論是真正的蒸汽或是懸浮在雲中的凝結微小液滴）、二氧化碳及其他的多原子氣態分子都會吸收紅外線輻射。研究人員於20世紀初意識到大氣中的溫室氣體會導致地球的整體溫度比無這些氣體時更高。瑞典氣象學家尼爾斯·古斯塔夫·埃克霍爾姆於1901年首次將"溫室"這個名詞用於描述此現象。
科學界於20世紀末達成共識：大氣中溫室氣體濃度不斷增加，導致全球氣溫大幅上升，而將氣候系統中其他部分改變，開始對環境和人類健康造成影響。

## 其他行星
溫室氣體也存在於許多星體的大氣中，對火星、土衛六，特別是擁有深厚大氣層金星也會產生溫室效應。雖然金星上的情況被描述為一種失控溫室效應造成的終極形式，但由於地球離開太陽的距離比金星為遠，曝露於太陽的亮度不及金星的，由人類造成的溫室氣體濃度增加幾乎無可能引發類似的過程。縱然太陽亮度可能增加幾十個百分點，也需要數十億年的時間才能將地球燒烤到如金星般的程度。

## 外部連結
- 维基共享资源上的相關多媒體資源：温室气体
- , U.S. Department of Energy,   [2020-07-26], （原始内容存档于2023-08-13）
- Annual Greenhouse Gas Index (AGGI) （页面存档备份，存于） from NOAA
- Atmospheric spectra of GHGs and other trace gases 的存檔，存档日期25 March 2013.